# Almacave
Almacave ist eine Gemeinde (Freguesia) im portugiesischen Kreis (Concelho) von Lamego. In ihr leben 8745 Einwohner (Stand 30. Juni 2011). Es ist eine der Stadtgemeinden Lamegos.
Im Zuge der kommunalen Neuordnung vom 29. September 2013 wurde die Gemeinde mit der Innenstadtgemeinde Sé zur União de Freguesias Almacave e Sé bzw. Freguesia de Lamego zusammengeführt. Sitz der neuen Gemeinde wird nach abschließender Umsetzung Almacave.

## Sehenswürdigkeiten

Kirche Santa Maria

- Kirche Santa Maria

## Söhne und Töchter
- Alfredo Cardoso de Soveral Martins (1869–1938), Kolonialverwalter und Marineoffizier
- Emília de Sousa Costa (1877–1959), Schriftstellerin und Feministin, Pionierin der Kinderliteratur in portugiesischer Sprache
- José Maria Pedroto (1928–1985), Fußballspieler und -trainer